# Abe no Uchimaro
Abe no Uchimaro (阿倍内麻呂, falecido em 3 de maio de 649) foi um político do Período Asuka da história do Japão.
Em 645, após o Incidente de Isshi que levou o assassinato de Soga no Iruka e da ascensão ao trono do imperador Kotoku, foi decidido por ordem imperial elaborar a reforma Taika. Com a reforma, a posição de Ōomi (Grande Chefe Imperial) outrora exclusiva do poderoso clã Soga passou a ser dividido em dois cargos: o de Sadaijin (Ministro da Esquerda), atribuído a Uchimaro e o de Udaijin (Ministro da Direita), atribuído a Soga no Kurayamada no Ishikawa no Maro (um dos conspiradores do Incidente de Isshi). Nos novos cargos, a posição de Sadaijin era  mais importante, enquanto o Udaijin era seu assistente.
Durante o processo, Uchimaro que tinha simpatia pelo grupo budista do Templo Shitennō-ji, dedicado aos Quatro Reis Celestiais , que tinham grande influência dentro da corte imperial. De acordo com o Nihonshoki, em 648, Uchimaro realizou uma cerimônia no templo, onde quatro imagens budistas foram reveladas (presumivelmente os Quatro Reis Celestiais).
No entanto, Uchimaro abruptamente morreu no ano seguinte, estancando o avanço budista na Corte. A morte Uchimaro causou tristeza na a família imperial, incluindo o imperador Kotoku, que com seus familiares e sua comitiva foram até porta Suzakumon em seu funeral. Isso iria ocorrer dias antes da acusação de traição de Soga no Kurayamada no Ishikawa no Maro, que mais tarde se suicidou.
| Precedido por Ninguém | 1º Sadaijin (645 - 649) | Sucedido por Kose no Tokuta |